# Sings Hank Williams
Sings Hank Williams ist das siebte Studioalbum des US-amerikanischen Country-Sängers Johnny Cash. Es erschien am 15. September 1960 bei Sun Records und wurde von Sam Phillips und Jack Clement produziert. Neben Cash traten die Tennessee Two als Musiker auf. Weitere Background-Musiker wurden nicht namentlich genannt.

## Titelliste
1. I Can't Help It (Hank Williams) – 1:45
2. You Win Again (Williams) – 2:18
3. Hey, Good Lookin‘ (Williams) – 1:41
4. I Could Never Be Ashamed of You (Williams) – 2:14
5. Next in Line (Cash) – 2:48
6. Straight A's in Love (Cash) – 2:15
7. Folsom Prison Blues (Cash) – 2:49
8. Give My Love to Rose (Cash) – 2:45
9. I Walk the Line (Cash) – 2:46
10. I Love You Because (Leon Payne) – 2:26
11. Come In Stranger (Cash) – 1:42
12. Mean Eyed Cat (Cash) – 2:30

Bonustracks der CD-Ausgabe
1. Cold, Cold Heart (Williams)
2. (I Heard That) Lonesome Whistle (Williams, Jimmie Davis)
3. Come In Stranger (Cash)
4. Wide Open Road (Cash)
5. I Love You Because – mit den Gene Lowery Singers (Leon Payne)

## Inhalt
Der Titel des Albums suggeriert, dass Cash auf dem Album Stücke von Hank Williams einspielte. Tatsächlich waren nur vier der zwölf Songs Coverversionen von Hank-Williams-Stücken und alle diese Versionen waren zuvor schon von Cash veröffentlicht worden. I Can't Help It (If I'm Still in Love with You) war bereits auf Sings the Songs That Made Him Famous und You Win Again, Hey Good Lookin’ und I Could Never Be Ashamed of You auf Greatest! enthalten.
Alle Songs handeln von der Liebe und Beziehungen, die meistens gescheitert sind (You Win Again und I Can't Help It). Hey Good Lookin’ ist ein eher fröhlich stimmender Song, während I Could Never Be Ashamed of You davon handelt, zu seiner Liebsten zu halten. I Love You Because, geschrieben von Leon Payne wurde von vielen Zeitgenossen wie etwa Elvis Presley aufgenommen.
Die sieben weiteren Songs sind Originale von Cash. Folsom Prison Blues und I Walk the Line waren bereits Bestandteil seines Erstlingswerks With His Hot and Blue Guitar aus dem Jahr 1956  und Give My Love to Rose war 1957 als B-Seite der Single Home of the Blues erschienen und hatte Rang 13 der Country-Charts erreicht. Next in Line war auf seinem zweiten Album (Sings the Songs That Made Him Famous) 1957 erschienen, weshalb lediglich vier Songs auf dem Album bis dahin unveröffentlicht waren. Dies waren Straight A's in Love (ein Song über den Schulalltag), I Love You Because (ein Liebeslied), Come In Stranger (die Begrüßung eines geliebten Menschen nach dessen Rückkehr) und Mean Eyed Cat (bissiger Lovesong im Stil von Hank Williams).
Am 17. Juni 2003 erschien eine CD-Ausgabe mit fünf weiteren Songs. Darunter befindet sich mit Cold Cold Heart auch ein weiteres Cover eine Hank-Williams-Titels.

## Chartplatzierungen
| Jahr | Titel                | Singlecharts | Position |
| ---- | -------------------- | ------------ | -------- |
| 1959 | Straight A's in Love | Country      | 16       |
| 1959 | Straight A's in Love | Pop          | 84       |
| 1959 | I Love You Because   | Country      | 20       |
| 1960 | Come In Stranger     | Country      | 6        |
| 1960 | Come In Stranger     | Pop          | 66       |
| 1960 | Mean Eyed Cat        | Country      | 30       |